# EDP Renováveis
EDP Renováveis (en español: EDP Renovables, Euronext: EDPR) es una compañía del Grupo Energías de Portugal que opera en el campo de las energías renovables. EDP Renováveis es la cuarta compañía mundial en renovables y el cuarto operador global en energía eólica. EDP puso en bolsa el 25% de la compañía en una oferta pública de venta en la bolsa Euronext Lisboa en junio de 2008, e inmediatamente se convirtió en miembro del índice de referencia PSI-20 siendo la quinta empresa por capitalización de mercado.
La compañía se divide en tres plataformas: la filial EDP Renewables Eur&Bra que opera en varios países europeos y Brasil, EDP Renewables North America, que opera en los Estados Unidos, Canadá y México y la denominada Offshore. 
EDPR se fundó en 2007 con el fin de mantener y operar los activos de energía renovable de su empresa matriz, Energías de Portugal (Grupo EDP).
Las actividades de EDPR incluyen en la actualidad parques eólicos y, en menor medida, actividades de energía en plantas solares. Asimismo, la empresa explora oportunidades que ofrecen otras tecnologías de energía renovable como la energía eólica offshore.

## Geografía
EDPR opera en tres amplias áreas geográficas: Europa, Norteamérica y Sudamérica. Actualmente es propietaria y opera parques eólicos de España, Portugal, Francia, Bélgica, Polonia, Rumanía, Italia, Grecia, Estados Unidos, Brasil, Canadá, Gran Bretaña y México.

## Propiedad
EDPR está participada en su mayoría por el Grupo EDP. A través de las actividades diversas de las que se compone, EDP ostenta una parte importante de las operaciones de electricidad y gas en Europa, Brasil y Estados Unidos. 
EDP emitió el 22,5% de la empresa en una oferta pública inicial de Euronext Lisboa en junio de 2008, a partir de la cual pasó a incluirse automáticamente en el índice de referencia PSI-20 como la quinta empresa más grande en valor de capitalización.

## Crecimiento

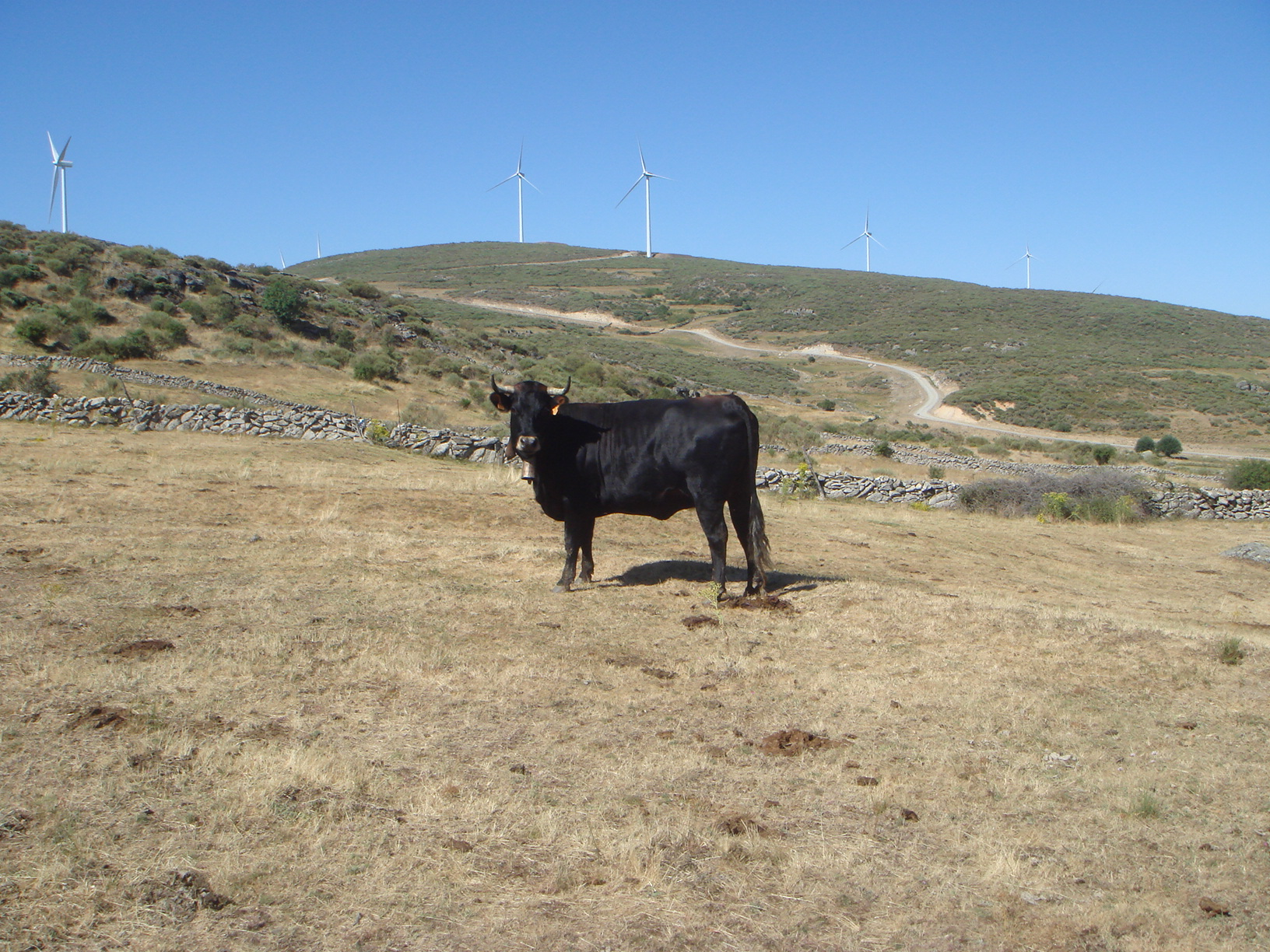
Generadores de EDPR en la Sierra de Ávila, España.

Hoy día, EDPR es la cuarta empresa del mundo en producción de energía eólica según la potencia neta instalada y se encuentra entre las tres empresas de mayor crecimiento del sector. EDPR planea continuar su rápido crecimiento con 31 GW en proyectos en desarrollo.
Al cierre de 2017, EDPR sumaba 10.74 GW de capacidad instalada. 
Hasta la fecha, EDPR se ha centrado en la energía eólica a nivel nacional. No obstante, para garantizar un desarrollo a largo plazo, EDPR sigue explorando oportunidades y sigue de cerca los nuevos avances tecnológicos y reglamentarios en otras energías renovables tales como la solar térmica, la energía eólica marina y la energía undimotriz. Además, también está trabajando en proyectos de investigación y desarrollo destinados a mejorar la producción y eficiencia de sus parques eólicos, como son la tecnología Offshore, el almacenaje de energía o los parques híbridos.

## Hidroeléctrica
EDP España, antigua Hidrocantábrica, construye una enorme presa en el río Sabor, este proyecto contradice varias disposiciones de la legislación medioambiental europea, ya que la región afectada por la presa forma parte de la red Natura 2000. El proyecto fue denunciado ante la Comisión Europea que confirmó los hechos denunciados aunque archivó el caso aceptando que "Baixo Sabor" constituye un elemento importante de la estrategia del Gobierno portugués.